# Jenny-Wanda Barkmann
Jenny-Wanda Barkmann (Hamburg, 30 mei 1922 – Gdańsk, 4 juli 1946) was een Duitse verpleegster die in 1944 ging werken als vrouwelijke SS-Aufseherin in het concentratiekamp Stutthof. Zij was bekend om haar schoonheid en berucht om haar onmenselijke wreedheid tegen de gevangenen. Ze stond als "het mooie spook" bekend. Ze selecteerde gevangenen voor de gaskamers en mishandelde ze, soms totdat de dood erop volgde. 
In het dagelijks leven stond zij bekend als een behulpzaam en aardig iemand, haar familie en kennissen konden zich niet voorstellen dat ze schuldig was aan bovenstaande daden. Dergelijke gevallen kwamen vaker voor in Duitsland tijdens de Tweede Wereldoorlog.
In 1945 werd Barkmann gearresteerd op een treinstation in Gdańsk, ze was gevlucht toen de Russen steeds verder oprukten. Ze werd gevangengenomen en voor de rechter gebracht. De rechter veroordeelde haar, als oorlogsmisdadiger, tot de strop. Haar commentaar luidde "Het leven is een genot en genot is gewoonlijk kort." Ze werd geëxecuteerd op de leeftijd van 24 jaar.